# Cahuilla (llengua)

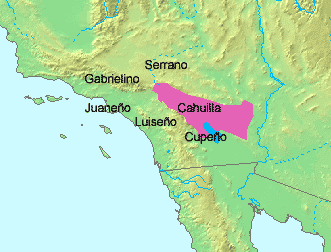
Distribució del cahuilla

El cahuilla és una llengua amenaçada de les llengües takic de la família lingüística uto-asteca parlada pels cahuilla, un poble d'amerindis dels Estats Units que vivia al Sud de Califòrnia, a la regió de la vall de Coachella, San Gorgonio Pass i Muntanyes San Jacinto. Els cahuilla s'anomenen a si mateixos Iviatam, parlants d''Ivia' - la llengua 'original'. Un cens de 1990 mostrà 35 parlants d'una població ètnica de 800 individus. És gairebé extinta, ja que la majoria dels parlants són de mitjana edat o ancians.
Se sap que han existit tres dialectes, referits a cahuilla del desert, de la muntanya o del Pas.
El parlant matern Alvino Siva de la banda Los Coyotes d'indis cahuilla i cupeño va morir el 26 de juny de 2009. Ell va preservar els cants d'aus tradicionals de la tribu, cantades en l'idioma cahuilla, ensenyant-los a les noves generacions cahuilla. Katherine Siva Saubel (1920 - 2011) fou una parlant nadiua cahuilla dedicada a preservar la llengua.

## Fonologia
El cahuilla té els següents fonemes vocàlics i consonàntics: (Bright 1965, Saubel and Munro 1980:1-6)
|         | Anterior | Posterior |
| Tancada | iː i     | uː u      |
| Mitjana | eː e     | (oː)      |
| Oberta  |          | a         |

La /oː/ llarga només apareix en préstecs.
|            | Bilabial | Labio- dental | Alveolar      | Palatal | Velar         | Labialitzada | Uvular | Glotal |
| ---------- | -------- | ------------- | ------------- | ------- | ------------- | ------------ | ------ | ------ |
| Oclusiva   | p [p]    |               | t [t] (d [d]) |         | k [k]         | qw [qʷ]      | q [q]  | ' [ʔ]  |
| Nasal      | m [m]    |               | n [n]         | ny [ɲ]  | ng [ŋ]        |              |        |        |
| Bategant   |          |               | r [ɾ]         |         |               |              |        |        |
| Fricativa  |          | (f [f]) v [v] | s [s] (z [z]) | sh [ʃ]  | x [x] (g [ɣ]) | xw [χʷ]      | h [ʜ]  |        |
| Africada   |          |               |               | ch [t͡ʃ] |               |              |        |        |
| Aproximant | w[w]     |               |               |         | y [j]         |              |        |        |
| Lateral    |          |               | l [l]         | ll [ʎ]  |               |              |        |        |

Les consonants que apareixen entre parèntesis es produeixen només en préstecs. El material contingut en <> després d'una consonant mostra com s'escriu en l'ortografia pràctica de Saubel i Munro (1980).

## Morfologia

### Morfologia verbal
Els verbs cahuilla mostren el seu acord amb subjecte i objecte. L'aspecte personal es mostra per prefixos i l'aspecte numeral es mostra per mitjà de prefixos i sufixos (Saubel and Munro p. 29)
| kúp-qa                  |
| dormir-singular:present |
| 'Ell dorm.'             |

| hem-kúp-we                        |
| Dormir- 3a persona plural:present |
| 'Ells estan dormint.'             |

## Exemple de vocabulari basic
- Un: Súplli'
- Dos: Wíh
- Tres: Páh
- Quatre: Wíchiw
- Cinc: Nemaqwánang
- Home: Náxanish
- Dona: Nícill
- Sol: Támit
- Lluna: Ménill
- Aigua: Pál[8]